# Équipe de Tunisie de volley-ball en 2012
L'équipe de Tunisie de volley-ball réalise l'exploit en décrochant à Yaoundé une qualification pour les Jeux olympiques de Londres avec un bilan de quatre succès sans défaite. Après les Jeux olympiques, qu'elle termine en 11e position après cinq matchs perdus, l'équipe remporte la coupe du président du Kazakhstan, le tournoi international de Rashed ainsi que le championnat arabe.

## Matchs
| Date             | Lieu                                            | Adversaire          | Score                                 | Durée  | Compétition | Meilleur marqueur                   | Référence   |
| 5 janvier 2012   | Maribor                                         | Cameroun            | 3-0                                   | -      | A           | -                                   |             |
| 6 janvier 2012   | Maribor                                         | GO Volley           | 3-0 (25-18 25-18 25-22)               | -      | A           | -                                   |             |
| 17 janvier 2012  | Palais polyvalent des sports de Yaoundé Yaoundé | Égypte              | 3-1 (25-23 16-25 29-27 25-23)         | 1 h 51 | TQJO        | Marouen Garci (22)                  | FIVB        |
| 19 janvier 2012  | Palais polyvalent des sports de Yaoundé Yaoundé | Ghana               | 3-0 (25-22 25-13 25-21)               | 1 h 5  | TQJO        | Ilyès Karamosli (17)                | FIVB        |
| 20 janvier 2012  | Palais polyvalent des sports de Yaoundé Yaoundé | Algérie             | 3-0 (25-17 25-16 25-21)               | 1 h 7  | TQJO        | Marouen Garci, Ilyès Karamosli (10) | FIVB        |
| 21 janvier 2012  | Palais polyvalent des sports de Yaoundé Yaoundé | Cameroun            | 3-1 (21-25 25-20 25-23 25-21)         | 1 h 55 | TQJO        | -                                   | FIVB FTVB   |
| 11 juin 2012     | Salle olympique de Sousse Sousse                | France B            | 3-1 (25-20 25-23 19-25 25-20)         | -      | A           | -                                   |             |
| 22 juin 2012     | EVC Vilvoorde Vilvorde                          | Belgique            | 2-3 (16-25 22-25 25-22 25-16 09-15)   | -      | A           | -                                   | TVB         |
| 23 juin 2012     | EVC Vilvoorde Vilvorde                          | Belgique            | 1-3 (19-25 25-18 20-25 16-25)         | -      | A           | -                                   | TVB         |
| 24 juin 2012     | Sporthal dulpop Kruibeke Kruibeke               | Belgique            | 1-3 (27-29 25-23 20-25 17-25)         | -      | A           | -                                   | TVB         |
| 13 juillet 2012  | Complexe sportif Azadi Téhéran                  | Iran                | 1-4 (22-25 16-25 25-23 23-25 + 12-15) | -      | A           | -                                   | IRIVF       |
| 14 juillet 2012  | Complexe sportif Azadi Téhéran                  | Iran                | 1-3 (15-25 23-25 25-23 14-25)         | -      | A           | -                                   | IRIVF       |
| 15 juillet 2012  | Complexe sportif Azadi Téhéran                  | Iran B              | 0-3 (13-25 16-25 19-25)               | -      | A           | -                                   | IRIVF       |
| 16 juillet 2012  | Complexe sportif Azadi Téhéran                  | Iran U19            | 1-3 (20-25 21-25 25-16 23-25)         | -      | A           | -                                   | IRIVF       |
| 29 juillet 2012  | Earls Court Exhibition Centre Londres           | Brésil              | 0-3 (17-25 21-25 18-25)               | 1 h 21 | JO          | Hichem Kaâbi (12)                   | FIVB        |
| 31 juillet 2012  | Earls Court Exhibition Centre Londres           | Serbie              | 1-3 (15-25 21-25 25-20 18-25)         | 1 h 48 | JO          | Hamza Nagga (22)                    | FIVB        |
| 2 août 2012      | Earls Court Exhibition Centre Londres           | Russie              | 0-3 (21-25 15-25 23-25)               | 1 h 24 | JO          | Hamza Nagga (14)                    | FIVB        |
| 4 août 2012      | Earls Court Exhibition Centre Londres           | Allemagne           | 0-3 (15-25 16-25 16-25)               | 1 h 13 | JO          | Hamza Nagga (14)                    | FIVB        |
| 6 août 2012      | Earls Court Exhibition Centre Londres           | États-Unis          | 0-3 (15-25 19-25 19-25)               | 1 h 18 | JO          | Ismaïl Moalla (9)                   | FIVB        |
| 29 août 2012     | Baluan Sholak Sports Palace (en) Almaty         | Thaïlande           | 0-3 (19-25 17-25 19-25)               | 1 h 6  | CPK         | Hamza Nagga (13)                    | FVRK        |
| 30 août 2012     | Baluan Sholak Sports Palace (en) Almaty         | Bahreïn             | 3-1 (25-19 25-17 23-25 26-24)         | 1 h 37 | CPK         | Hamza Nagga (20)                    | FVRK        |
| 31 août 2012     | Baluan Sholak Sports Palace (en) Almaty         | Kazakhstan B        | 3-0 (25-18 25-14 25-13)               | 1 h 0  | CPK         | Hamza Nagga, Ismaïl Moalla (14)     | FVRK        |
| 2 septembre 2012 | Baluan Sholak Sports Palace (en) Almaty         | Kazakhstan          | 3-1 (08-25 25-22 25-23 25-15)         | 1 h 34 | CPK         | Hamza Nagga (22)                    | FVRK        |
| 3 septembre 2012 | Baluan Sholak Sports Palace (en) Almaty         | BAIC Motor          | 3-2 (25-22 22-25 22-25 25-21 15-12)   | 1 h 51 | CPK         | Hamza Nagga (35)                    | FVRK (1, 2) |
| 4 octobre 2012   | Nadi Al-Shabab Green Hall Dubaï                 | Arabie saoudite     | 3-1 (25-19 24-26 25-18 25-19)         | -      | TR          | -                                   |             |
| 5 octobre 2012   | Nadi Al-Shabab Green Hall Dubaï                 | Pakistan            | 3-0 (25-23 25-18 25-21)               | -      | TR          | -                                   |             |
| 6 octobre 2012   | Nadi Al-Shabab Green Hall Dubaï                 | Thaïlande           | 3-2 (25-20 21-25 26-24 23-25 15-11)   | -      | TR          | -                                   | alittihad   |
| 8 octobre 2012   | Nadi Al-Shabab Green Hall Dubaï                 | Indonésie           | 3-1 (25-27 25-21 25-21 25-20)         | -      | TR          | -                                   | alittihad   |
| 9 octobre 2012   | Nadi Al-Shabab Green Hall Dubaï                 | Émirats arabes unis | 3-0 (25-15 25-21 25-18)               | -      | TR          | -                                   | albayan     |
| 21 octobre 2012  | Belgrade Sport Center Kovilovo Kovilovo         | Partizan Belgrade   | 3-1 (25-18 25-18 25-18 + 20-25)       | -      | A           | -                                   |             |
| 22 octobre 2012  | Belgrade Sport Center Kovilovo Kovilovo         | OK Jedinstvo        | 3-1 (24-26 25-22 25-17 29-27)         | -      | A           | -                                   |             |
| 23 octobre 2012  | Požarevac                                       | OK Mladi Radnik     | 3-1 (23-25 25-21 25-23 25-22)         | -      | A           | -                                   |             |
| 24 octobre 2012  | Ljig                                            | OK Spartak Ljig     | 3-2 (19-25 25-22 21-25 25-21 15-11)   | -      | A           | -                                   |             |
| 25 octobre 2012  | Strelište Sports Hall (en) Pančevo              | OK Borac Starčevo   | 3-0 (25-14 25-12 25-14)               | -      | A           | -                                   |             |
| 7 novembre 2012  | Bahrain Volleyball Federation Hall Manama       | Jordanie            | 3-0 (25-22 29-27 25-21)               | 1 h 18 | CAPT        | Marouen Garci (18)                  |             |
| 9 novembre 2012  | Bahrain Volleyball Federation Hall Manama       | Libye               | 3-0 (25-12 25-15 25-14)               | -      | CAPT        | Ilyès Karamosli (14)                |             |
| 10 novembre 2012 | Bahrain Volleyball Federation Hall Manama       | Irak                | 3-0 (25-11 25-22 25-14)               | 1 h 1  | CAPT        | Hamza Nagga (12)                    |             |
| 12 novembre 2012 | Bahrain Volleyball Federation Hall Manama       | Arabie saoudite     | 3-0 (25-12 25-20 25-19)               | 1 h 4  | CADF        | Marouen Garci (16)                  |             |
| 13 novembre 2012 | Bahrain Volleyball Federation Hall Manama       | Bahreïn             | 3-2 (25-23 25-21 24-26 23-25 15-13)   | -      | CAF         | Marouen Garci                       |             |

A : match amical.
TQJO : match du tournoi qualificatif aux Jeux olympiques 2012 ;
JO : match des Jeux olympiques 2012 ;
CPK: match du Coupe du président du Kazakhstan.

TR: match du Tournoi international de Rashed ;
CA : match du championnat arabe 2012.
PTPremier tour
DFDemi-finale
FFinale

## Sélections

### Sélection pour letournoi qualificatif aux Jeux olympiques
| No                                       | Nom                                      | Date de naissance                        | Taille | Poids | Poste                        | Club                                  |
| ---------------------------------------- | ---------------------------------------- | ---------------------------------------- | ------ | ----- | ---------------------------- | ------------------------------------- |
| 4                                        | Marouen Garci                            | 21 mars 1988                             | 194    | 91    | Attaquant                    | Étoile du Sahel                       |
| 7                                        | Ilyès Karamosli                          | 22 août 1989                             | 195    | 92    | Réceptionneur-attaquant      | Espérance de Tunis                    |
| 8                                        | Mohamed Ben Slimane (en)                 | 29 novembre 1981                         | 187    | 73    | Passeur                      | Étoile du Sahel                       |
| 9                                        | Omar Agrebi                              | 26 août 1992                             | 195    | 85    | Central                      | Union sportive des transports de Sfax |
| 10                                       | Hamza Nagga                              | 29 mai 1990                              | 196    | 84    | Attaquant                    | Étoile du Sahel                       |
| 11                                       | Ismaïl Moalla                            | 30 janvier 1990                          | 195    | 67    | Réceptionneur-attaquant      | Club sfaxien                          |
| 12                                       | Anouer Taouerghi                         | 17 août 1983                             | 178    | 77    | Libero                       | Club sfaxien                          |
| 13                                       | Noureddine Hfaiedh                       | 27 août 1971                             | 197    | 86    | Réceptionneur-attaquant      | Étoile du Sahel                       |
| 14                                       | Bilel Ben Hassine                        | 22 juin 1983                             | 195    | 88    | Central                      | Club sfaxien                          |
| 15                                       | Mehdi Ben Cheikh                         | 13 mai 1979                              | 183    | 88    | Passeur                      | Espérance de Tunis                    |
| 16                                       | Hichem Kaâbi                             | 13 septembre 1986                        | 194    | 82    | Attaquant                    | Espérance de Tunis                    |
| 19                                       | Nabil Miladi (en)                        | 28 février 1988                          | 199    | 86    | Central                      | Espérance de Tunis                    |
|                                          |                                          |                                          |        |       |                              |                                       |
| Encadrement technique                    | Encadrement technique                    |                                          |        |       | Légende                      | Légende                               |
| Entraîneur : Fethi Mkaouar               | Entraîneur : Fethi Mkaouar               | Entraîneur : Fethi Mkaouar               |        |       | : Capitaine                  | : Capitaine                           |
| Entraîneur(s) adjoint(s) : Riadh Hedhili | Entraîneur(s) adjoint(s) : Riadh Hedhili | Entraîneur(s) adjoint(s) : Riadh Hedhili |        |       | : Joueur blessé actuellement | : Joueur blessé actuellement          |
| Manager général : Kamel Rekaya           |                                          |                                          |        |       |                              |                                       |

### Sélection pour lesJeux olympiques 2012
| No                                       | Nom                                      | Date de naissance                        | Taille | Poids | Poste                        | Club                         |
| ---------------------------------------- | ---------------------------------------- | ---------------------------------------- | ------ | ----- | ---------------------------- | ---------------------------- |
| 2                                        | Ahmed Kadhi                              | 29 avril 1989                            | 198    | 97    | Central                      | Club olympique de Kélibia    |
| 3                                        | Marouane M'rabet                         | 5 juin 1985                              | 186    | 81    | Passeur                      | Étoile du Sahel              |
| 7                                        | Ilyès Karamosli                          | 22 août 1989                             | 195    | 92    | Réceptionneur-attaquant      | Espérance de Tunis           |
| 8                                        | Mohamed Ben Slimane (en)                 | 29 novembre 1981                         | 187    | 73    | Passeur                      | Étoile du Sahel              |
| 10                                       | Hamza Nagga                              | 29 mai 1990                              | 196    | 84    | Attaquant                    | Étoile du Sahel              |
| 11                                       | Ismaïl Moalla                            | 30 janvier 1990                          | 195    | 67    | Réceptionneur-attaquant      | Club sfaxien                 |
| 12                                       | Anouer Taouerghi                         | 17 août 1983                             | 178    | 77    | Libero                       | Club sfaxien                 |
| 13                                       | Noureddine Hfaiedh                       | 27 août 1971                             | 197    | 86    | Réceptionneur-attaquant      | Étoile du Sahel              |
| 14                                       | Bilel Ben Hassine                        | 22 juin 1983                             | 195    | 88    | Central                      | Club sfaxien                 |
| 15                                       | Mehdi Ben Cheikh                         | 13 mai 1979                              | 183    | 88    | Passeur                      | Espérance de Tunis           |
| 16                                       | Hichem Kaâbi                             | 13 septembre 1986                        | 194    | 82    | Attaquant                    | Espérance de Tunis           |
| 18                                       | Hakim Zouari                             | 28 mars 1988                             | 197    | 88    | Central                      | Club sfaxien                 |
|                                          |                                          |                                          |        |       |                              |                              |
| Encadrement technique                    | Encadrement technique                    |                                          |        |       | Légende                      | Légende                      |
| Entraîneur : Fethi Mkaouar               | Entraîneur : Fethi Mkaouar               | Entraîneur : Fethi Mkaouar               |        |       | : Capitaine                  | : Capitaine                  |
| Entraîneur(s) adjoint(s) : Riadh Hedhili | Entraîneur(s) adjoint(s) : Riadh Hedhili | Entraîneur(s) adjoint(s) : Riadh Hedhili |        |       | : Joueur blessé actuellement | : Joueur blessé actuellement |
| Manager général : Kamel Rekaya           |                                          |                                          |        |       |                              |                              |

### Sélection pour lechampionnat arabe
| No                                       | Nom                                      | Date de naissance                        | Taille | Poids | Poste                        | Club                         |
| ---------------------------------------- | ---------------------------------------- | ---------------------------------------- | ------ | ----- | ---------------------------- | ---------------------------- |
| 1                                        | Saddem Hmissi                            | 16 février 1991                          | 186    | 75    | Libero                       | Espérance de Tunis           |
| 2                                        | Ahmed Kadhi                              | 29 avril 1989                            | 198    | 97    | Central                      | Club olympique de Kélibia    |
| 3                                        | Marouane M'rabet                         | 5 juin 1985                              | 186    | 81    | Passeur                      | Club olympique de Kélibia    |
| 4                                        | Marouen Garci                            | 21 mars 1988                             | 194    | 91    | Attaquant                    | Al Shabab                    |
| 6                                        | Mohamed Ali Ben Othmen Miladi            | 12 mai 1991                              | 188    | 69    | Réceptionneur-attaquant      | Aigle sportif d'El Haouaria  |
| 7                                        | Ilyès Karamosli                          | 22 août 1989                             | 195    | 92    | Réceptionneur-attaquant      | Espérance de Tunis           |
| 10                                       | Hamza Nagga                              | 29 mai 1990                              | 196    | 84    | Attaquant                    | Étoile du Sahel              |
| 11                                       | Ismaïl Moalla                            | 30 janvier 1990                          | 195    | 81    | Réceptionneur-attaquant      | Club sfaxien                 |
| 12                                       | Anouer Taouerghi                         | 17 août 1983                             | 178    | 76    | Libero                       | Club sfaxien                 |
| 14                                       | Bilel Ben Hassine                        | 22 juin 1983                             | 201    | 90    | Central                      | Club sfaxien                 |
| 15                                       | Mehdi Ben Cheikh                         | 13 mai 1979                              | 183    | 88    | Passeur                      | Espérance de Tunis           |
| 19                                       | Nabil Miladi (en)                        | 28 février 1988                          | 199    | 86    | Central                      | Espérance de Tunis           |
|                                          |                                          |                                          |        |       |                              |                              |
| Encadrement technique                    | Encadrement technique                    |                                          |        |       | Légende                      | Légende                      |
| Entraîneur : Fethi Mkaouar               | Entraîneur : Fethi Mkaouar               | Entraîneur : Fethi Mkaouar               |        |       | : Capitaine                  | : Capitaine                  |
| Entraîneur(s) adjoint(s) : Riadh Hedhili | Entraîneur(s) adjoint(s) : Riadh Hedhili | Entraîneur(s) adjoint(s) : Riadh Hedhili |        |       | : Joueur blessé actuellement | : Joueur blessé actuellement |
| Manager général : Kamel Rekaya           |                                          |                                          |        |       |                              |                              |

## Équipe des moins de 21 ans

### Matchs
| Date             | Lieu                               | Adversaire   | Score                         | Durée  | Compétition | Meilleur marqueur | Référence |
| 6 août 2012      | Salle Aïssa-Ben Nasr Kélibia       | Iran U19     | 3-1                           | -      | A           | -                 |           |
| 7 août 2012      | Salle Aïssa-Ben Nasr Kélibia       | Tunisie B    | 1-2 (21-25 23-25 29-27)       | 1 h 34 | TK          | -                 |           |
| 8 août 2012      | Salle Aïssa-Ben Nasr Kélibia       | Tunisie U19  | 3-0 (25-12 25-22 25-20)       | 1 h 4  | TK          | -                 |           |
| 8 août 2012      | Salle Aïssa-Ben Nasr Kélibia       | Iran U19     | 1-2 (26-28 25-20 15-25)       | 1 h 31 | TK          | -                 |           |
| 9 août 2012      | Salle Aïssa-Ben Nasr Kélibia       | Inde         | 2-1 (25-16 29-27 25-20)       | 1 h 19 | TK          | -                 |           |
| 9 août 2012      | Salle Aïssa-Ben Nasr Kélibia       | Iran U19     | 3-1 (25-17 27-25 20-25 25-20) | 1 h 59 | TK          | -                 |           |
| 10 août 2012     | Salle Aïssa-Ben Nasr Kélibia       | Tunisie B    | 0-3 (19-25 21-25 21-25)       | 1 h 2  | TK          | -                 |           |
| 27 décembre 2012 | Polideportivo San José Guadalajara | Grèce U19    | 3-0 (25-22 25-22 25-17)       | -      | TNPT        | -                 | RFEVB     |
| 28 décembre 2012 | Polideportivo San José Guadalajara | Espagne U19  | 3-1 (25-21 18-25 27-25 25-11) | -      | TNPT        | -                 | RFEVB     |
| 28 décembre 2012 | Polideportivo San José Guadalajara | Portugal U19 | 3-0 (25-20 25-18 25-21)       | -      | TNPT        | -                 | RFEVB     |
| 29 décembre 2012 | Polideportivo San José Guadalajara | Espagne U19  | 3-0 (25-19 25-18 25-17)       | 1 h 6  | TNF         | Malek Chekir (13) | RFEVB,    |

A : match amical.
TK : match du 11e tournoi de Kélibia.
TN : match du tournoi international de Navidad
PTPremier tour
FFinale

### Joueurs
- 1. Mohamed Amine Hatira
- 2. Rami Wasli
- 3. Khaled Ben Slimene
- 4. Ayoub Kouba
- 6. Mohamed Brahem
- 7. Adam Oueslati
- 10. Elyes Garfi
- 11. Malek Chekir
- 12. Sahbi Belkahla
- 15. Oussama Mrika
- 18. Taïeb Korbosli (en)
- 19. Montassar Ben Brahem

Fethi Mkaouar est l'entraîneur et Mohamed Ali Ben Cheikh son assistant.